# Stiftung Journalistenakademie Dr. Hooffacker
Die Stiftung Journalistenakademie Dr. Hooffacker GmbH & Co. KG in München ist eine verlagsunabhängige, private, deutsche Journalistenschule. Sie ist auf Online-Journalismus und Crossmedia spezialisiert; weitere Themen sind Pressearbeit und Videojournalismus.

## Geschichte
Unter dem Namen Journalistenakademie Dr. Hooffacker & Partner wurde 1999 die Journalistenschule von Gabriele Hooffacker und Peter Lokk in München gegründet. Im Jahr 2000 startete der erste Lehrgang unter dem Titel "Online-Journalismus". Die Journalistenakademie war damit die erste deutsche Journalistenschule, die sich auf dieses Gebiet spezialisierte. Die Rechtsform der Journalistenschule ist seit 2008 die Stiftung GmbH & Co. KG.
In Leipzig finden ab 2018 Lehrgänge in Kooperation mit der Leipzig School of Media statt.

## Aus- und Weiterbildung
Die Journalistenakademie bietet Lehrgänge, Seminare, Workshops und Inhouse-Schulungen an. Bis 2024 wurden zahlreiche Lehrgänge durch den Bildungsgutschein finanziert. Sie dauerten sechs Monate in Vollzeitunterricht inklusive Projektarbeiten. Jeweils maximal 15 Studierende pro Klasse erlernten sowohl das klassische als auch das crossmediale journalistische Handwerk. Die Ausbildung war kostenlos. Im Rahmen des Unterrichts entstanden Projektarbeiten für soziale und kulturelle Einrichtungen wie zum Beispiel den Bayerischen Flüchtlingsrat, das Ev. Studienzentrum Josefstal oder den Verein für Fraueninteressen.
Seit 2024 konzentriert sich die Journalistenakademie auf die journalistische Weiterbildung in Unternehmen und Seminaren sowie auf die akademischen Journalismusausbildung.

## Dozenten der Journalistenakademie (Auswahl)
- Martin Goldmann
- Peter Lokk
- Gabriele Hooffacker
- Michael Rossié
- Jessica Schober
- Peter Welchering

## Absolventen der Journalistenakademie (Auswahl)
- Beate Bastian, Redakteurin, SWR
- Norbert Bauer, Redakteur, Bayerischer Rundfunk
- Daniel von Loeper, Fotojournalist, Abendzeitung München
- Wolfgang Nickl, Pressesprecher, Wirtschaftsreferat der Stadt München
- Timo Niemeyer, Redakteur bei DWDL
- Nadine Nordmann, zunächst Chefredakteurin der Zeitschrift Bravo, jetzt Chefredakteurin Joy & Shape
- Stefan Nowicki, Autor und Schriftsteller
- Carolin Raffelsbauer, Literatur in Bayern sowie Universität der Bundeswehr München
- Dagmar Rümenapf, Pressesprecherin, Baureferat der Stadt München
- Bettina Schubarth, Pressesprecherin VDK Bayern
- Boris Sunjic, Leiter der Online-Redaktion, Bayerischer Lehrer- und Lehrerinnenverband
- Rainer Vollath, Redakteur und Schriftsteller
- Henning Schmidt, Redakteur radioeins vom rbb

## Kooperationen und Mitgliedschaft
Gemeinsam mit der dju werden berufsbegleitende Lehrgänge und ein Weiterbildungsschein angeboten.
Gemeinsam mit der Frankfurter Stiftung für Blinde und Sehbehinderte wurde 2007 ein Pilotprojekt für inklusiven Unterricht gestartet. Dabei werden ein bis zwei blinde oder sehbehinderte Teilnehmer innerhalb des regulären Unterrichts in einer Klasse des Lehrgangs Online-Journalismus ausgebildet.
Die Journalistenakademie ist Mitglied im MedienCampus Bayern.

## Stiftung Journalistenakademie
Die gemeinnützige Stiftung Journalistenakademie ist Kommanditist der Journalistenakademie Dr. Hooffacker. Sie fördert innovativen Journalismus, unter anderem verleiht sie jedes Jahr in Kooperation mit dem gemeinnützigen Verein Nürnberger Medienakademie den Alternativen Medienpreis.
1999 wurden gemeinsam mit der Friedrich-Ebert-Stiftung die Münchner Mediengespräche ins Leben gerufen. Dabei diskutieren Journalisten, Politiker und Wissenschaftler über Themen wie „Rechtsextremismus in den Medien“, „Die bedrohte Instanz – öffentlich-rechtlicher Rundfunk in Gefahr?“ oder „Hitler sells. Zeitgeschichte im Fernsehen“. Gäste bisher waren unter anderen Ulrich Chaussy, Volker Herres, Volker Lilienthal, Herlinde Koelbl, Klaus Meier, Walther von La Roche, Horst Pöttker und Hans-Jochen Vogel.
Die Stiftung Journalistenakademie veranstaltet gemeinsam mit amnesty international und anderen den Deutschen Menschenrechts-Filmpreis. Sie ist Mitglied im Expertenkreis Qualitätsjournalismus und Stiftungen beim Bundesverband Deutscher Stiftungen.